# Сонік (співачка)
Сонік (англ. Sonique; справжнє ім'я — Соня Марина Кларк (англ. Sonia Marina Clarke; 21 червня 1965, Лондон) — британська співачка, діджейка і продюсерка.

## Біографія

### 1968—1985: Ранні роки
Соня Кларк народилася в лондонському районі Крауч-Енд, в сім'ї вихідців з Тринідаду. Першим записом, яку вона купила, була композиція Донни Саммер «I Feel Love». Коли Соні було 16 років, її мама знову одружилася і повернулася на Тринідад. Соня відмовилася переїжджати разом з матір'ю, двома братами і двома сестрами і замість цього долучилася до американської волонтерської організації YMCA.

### 1985-1991: Початок музичної кар'єри
Коли Соні виповнилося 17 років, один з молодіжних працівників зазначив, що у неї є хороші вокальні дані, і запропонував їй використовувати їх за призначенням. Тоді ж вона увійшла до складу реггі-гурту 'Fari', для якого згодом писала всю музику. Після розпаду колективу у Sonique з'явилася можливість підписати контракт на запис з місцевим лейблом звукозапису.